# Superpuchar Ligi Adriatyckiej
Superpuchar Ligi Adriatyckiej (ang. ABA League Supercup, ABA Super Cup) – cykliczne międzypaństwowe rozgrywki sportowe, prowadzone systemem pucharowym, organizowane corocznie od 2017 dla męskich klubów koszykarskich z Bośni i Hercegowiny, Chorwacji, Macedonii Północnej, Czarnogóry, Serbii i Słowenii.
24 lipca 2017 władze Ligi Adriatyckiej po spotkaniu w Belgradzie (Serbia), zadecydowały o stworzeniu Superpucharu Ligi Adriatyckiej, w którym weźmie udział osiem drużyn.
W 2017, podczas pierwszej edycji superpucharu w Barze (Czarnogóra), po tytuł sięgnęła drużyna Cedevity. W kolejnym sezonie drużyny rywalizowały w Laktaši, mistrzem została Crvena Zvezda. Podczas trzecich rozgrywek zwycięzcą zawodów, rozgrywanych w Zagrzebiu, został Partizan NIS.
Zespoły z Bośni i Hercegowiny, Chorwacji, Macedonii, Czarnogóry, Serbii i Słowenii występowały w podobnych rozgrywkach, kiedy były jeszcze częścią Socjalistycznej Federacyjnej Republiki Jugosławii. Puchar Jugosławii był rozgrywany przez 33 lata, od 1959 do 1992 (w przerwami w 1961, 1963–1968). W 1992 serbski klub Partizan był ostatnim zwycięzcą pucharu, natomiast chorwacka Cibona, zdobyła najwięcej tytułów w historii rozgrywek.

## Finały
| 2017 | Bar     | Cedevita          | 78–69 | Budućnost VOLI    |
| 2018 | Laktaši | Crvena zvezda mts | 89–75 | Budućnost VOLI    |
| 2019 | Zagrzeb | Partizan NIS      | 99–77 | Cedevita Olimpija |

## Uczestnicy wszech czasów

### Klucz
| Rozwiązane | Rozwiązane drużyny            | Rozwiązane drużyny            | Rozwiązane drużyny            | Rozwiązane drużyny            | Rozwiązane drużyny            | Rozwiązane drużyny            |
| WD         | Zrezygnował z udziału         | Zrezygnował z udziału         | Zrezygnował z udziału         | Zrezygnował z udziału         | Zrezygnował z udziału         | Zrezygnował z udziału         |
| 1          | Mistrzostwo                   | Mistrzostwo                   | Mistrzostwo                   | Mistrzostwo                   | Mistrzostwo                   | Mistrzostwo                   |
| 2          | Wicemistrzostwo               | Wicemistrzostwo               | Wicemistrzostwo               | Wicemistrzostwo               | Wicemistrzostwo               | Wicemistrzostwo               |
| –          | Nie zakwalifikował się        | Nie zakwalifikował się        | Nie zakwalifikował się        | Nie zakwalifikował się        | Nie zakwalifikował się        | Nie zakwalifikował się        |
| T          | Najwyżej klasyfikowany zespół | Najwyżej klasyfikowany zespół | Najwyżej klasyfikowany zespół | Najwyżej klasyfikowany zespół | Najwyżej klasyfikowany zespół | Najwyżej klasyfikowany zespół |
| H          | Gospodarz                     | Gospodarz                     | Gospodarz                     | Gospodarz                     | Gospodarz                     | Gospodarz                     |

### Lista uczestników
| Zespół            | 17     | 18 | 19  | Sezony razem | Najwyższa pozycja |   |   |             |
| ----------------- | ------ | -- | --- | ------------ | ----------------- | - | - | ----------- |
| Zespół            | Igokea | 5  | QFH | Sezony razem | Najwyższa pozycja | – | 2 | Ćwierćfinał |
| Cedevita          | 1T     | SF | –   | 2            | Zwycięzca         |   |   |             |
| Cibona            | 8      | –  | QFH | 2            | Ćwierćfinał       |   |   |             |
| Zadar             | –      | QF | –   | 1            | Ćwierćfinał       |   |   |             |
| Budućnost         | 2      | 2T | SF  | 3            | Wicemistrz        |   |   |             |
| Mornar            | 4H     | QF | –   | 2            | Półfinał          |   |   |             |
| Crvena zvezda     | WDT    | 1  | QFT | 2            | Zwycięzca         |   |   |             |
| FMP               | 7      | –  | QF  | 2            | Ćwierćfinał       |   |   |             |
| Mega              | 3      | –  | QF  | 2            | Półfinał          |   |   |             |
| Partizan          | 6      | SF | 1   | 3            | Zwycięzca         |   |   |             |
| Cedevita Olimpija | –      | –  | 2   | 1            | Wicemistrz        |   |   |             |
| Koper Primorska   | –      | –  | SF  | 1            | Półfinał          |   |   |             |
| Olimpija          | –      | QF | –   | 1            | Ćwierćfinał       |   |   |             |

QF – ćwierćfinał
SF – półfinał

## Nagrody

### MVP
| Sezon | Zawodnik           | Zespół            | Źródło |
| ----- | ------------------ | ----------------- | ------ |
| 2017  | Andrija Stipanović | Cedevita          | [ 9 ]  |
| 2018  | Mouhammad Faye     | Crvena Zvezda mts | [ 10 ] |
| 2019  | Rashawn Thomas     | Partizan NIS      | [ 11 ] |